# Didier Bassamagne Moundoubou
Didier Bassamagne Moundobou (sinh ngày 21 tháng 2 năm 1990 ở Yaoundé) là một cầu thủ bóng đá người Cameroon. Hiện tại anh thi đấu cho Mirbat sport ở Oman Ligue Professionnelle 1.